# Arcidiocesi di Toronto

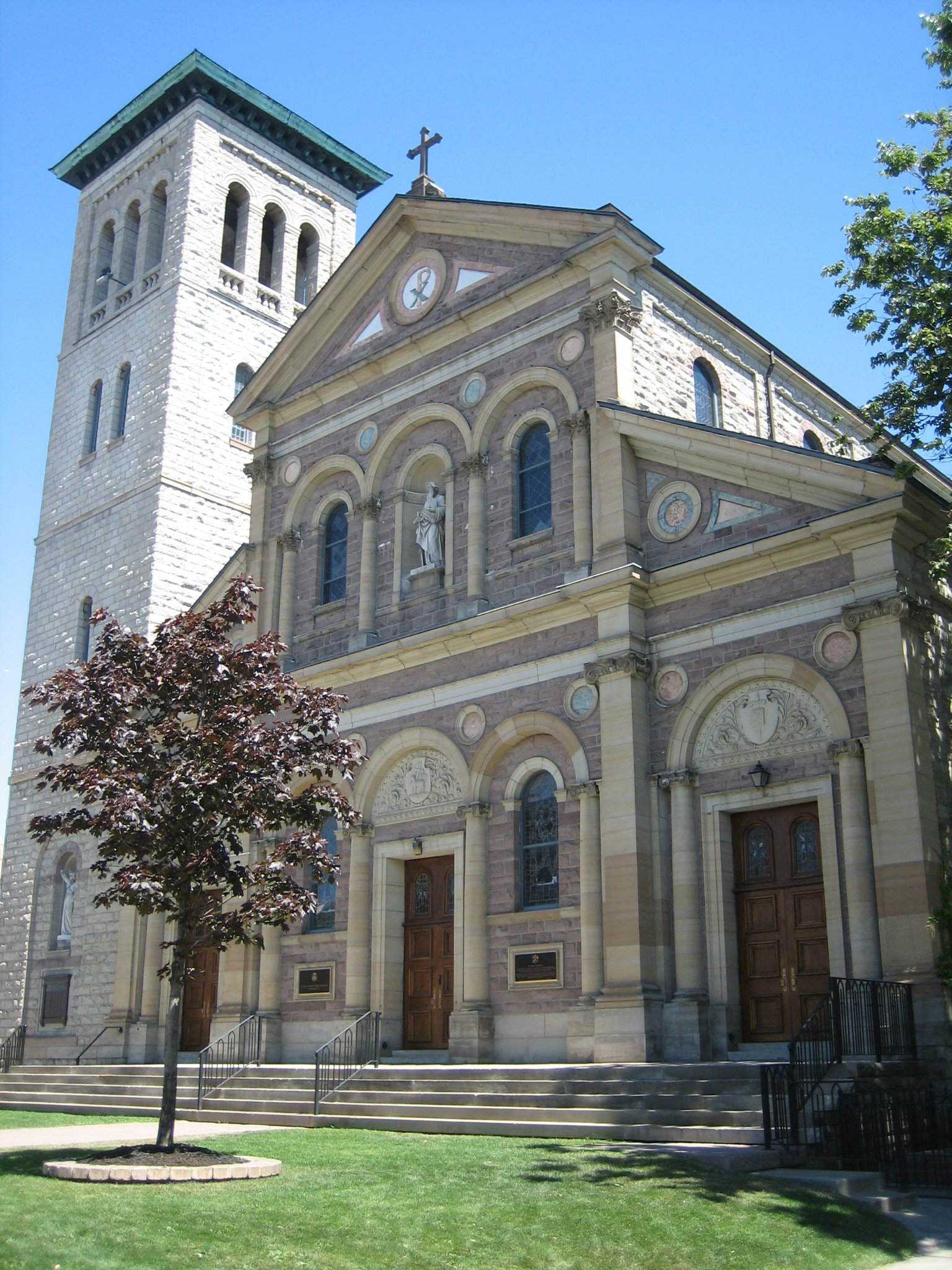
La basilica di san Paolo a Toronto

L'arcidiocesi di Toronto (in latino: Archidioecesis Torontina) è una sede metropolitana della Chiesa cattolica in Canada. Nel 2022 contava 2.111.364 battezzati su 6.687.634 abitanti. È retta dall'arcivescovo cardinale Francis Leo.

## Territorio
L'arcidiocesi si trova nella parte meridionale della provincia dell'Ontario, in Canada, e comprende la città di Toronto, ed i comuni regionali (regional municipalities) di Peel, York e Durham, che circondano la città. La porzione settentrionale dell'arcidiocesi (contea di Simcoe) ha conosciuto negli ultimi decenni un notevole sviluppo suburbano.
Sede arcivescovile è la città di Toronto, dove si trova la cattedrale di San Michele (Saint Michael's).
A Toronto si trovano pure la basilica minore di San Paolo (St. Paul's Basilica) e il santuario nazionale della Madre del Perpetuo Soccorso (National Shrine of Our Mother of Perpetual Help).
A Midland si trova invece il santuario nazionale dei Martiri nordamericani (National Shrine of North American Martyrs).
Il territorio si estende su 13.000 km² ed è suddiviso in 226 parrocchie, raggruppate in 4 regioni pastorali.

### Provincia ecclesiastica
La provincia ecclesiastica di Toronto, istituita nel 1870, comprende le seguenti suffraganee nella provincia canadese dell'Ontario:
- la diocesi di London, eretta nel 1855;
- la diocesi di Hamilton, eretta nel 1856;
- la diocesi di Thunder Bay, eretta nel 1952 con il nome di Fort William;
- la diocesi di Saint Catharines, eretta nel 1958.

## Storia
La diocesi del Canada Superiore fu eretta il 17 dicembre 1841 con il breve Inter multiplices di papa Gregorio XVI, ricavandone il territorio dalla diocesi di Kingston (oggi arcidiocesi). Originariamente non aveva una sede determinata ed era suffraganea dell'arcidiocesi di Québec.
Il 20 settembre 1842 con il breve Cum per similes dello stesso papa Gregorio XVI, la sede della diocesi fu stabilita a Toronto e la diocesi assunse il nome di diocesi di Toronto.
Il 21 febbraio 1855 cedette una porzione del suo territorio a vantaggio dell'erezione della diocesi di London.
Il 29 febbraio 1856 cedette un'altra porzione di territorio a vantaggio dell'erezione della diocesi di Hamilton.
Il 18 marzo 1870 è stata elevata al rango di arcidiocesi metropolitana con il breve Ex debito Summi Apostolatus di papa Pio IX.
Il 22 novembre 1958 ha ceduto un'altra porzione del suo territorio a vantaggio dell'erezione della diocesi di Saint Catharines.

## Cronotassi dei vescovi
Si omettono i periodi di sede vacante non superiori ai 2 anni o non storicamente accertati.
- Michael Power † (17 dicembre 1841 - 1º ottobre 1847 deceduto)
- Armand-François-Marie de Charbonnel, O.F.M.Cap. † (15 marzo 1850 - 26 aprile 1860 dimesso[5])
- John Joseph Lynch, C.M. † (26 aprile 1860 - 12 maggio 1888 deceduto)
- John Walsh † (25 luglio 1889 - 30 luglio 1898 deceduto)
- Dennis T. O'Connor, C.S.B. † (7 gennaio 1899 - 4 maggio 1908 dimesso[6])
- Fergus Patrick McEvay † (13 aprile 1908 - 10 maggio 1911 deceduto)
- Neil McNeil † (10 aprile 1912 - 25 maggio 1934 deceduto)
- James Charles McGuigan † (22 dicembre 1934 - 30 marzo 1971 ritirato)
- Philip Francis Pocock † (30 marzo 1971 - 29 aprile 1978 dimesso)
- Gerald Emmett Carter † (29 aprile 1978 - 17 marzo 1990 ritirato)
- Aloysius Matthew Ambrozic † (17 marzo 1990 - 16 dicembre 2006 ritirato)
- Thomas Christopher Collins (16 dicembre 2006 - 11 febbraio 2023 ritirato)
- Francis Leo, dall'11 febbraio 2023

## Statistiche
L'arcidiocesi nel 2022 su una popolazione di 6.687.634 persone contava 2.111.364 battezzati, corrispondenti al 31,6% del totale.
| anno | popolazione | popolazione | popolazione | presbiteri | presbiteri | presbiteri | presbiteri                | diaconi | religiosi | religiosi | parrocchie |
| anno | battezzati  | totale      | %           | numero     | secolari   | regolari   | battezzati per presbitero | diaconi | uomini    | donne     | parrocchie |
| ---- | ----------- | ----------- | ----------- | ---------- | ---------- | ---------- | ------------------------- | ------- | --------- | --------- | ---------- |
| 1950 | 196.826     | 1.302.104   | 15,1        | 484        | 236        | 248        | 406                       |         | 552       | 1.141     | 120        |
| 1966 | 595.000     | 2.870.000   | 20,7        | 679        | 293        | 386        | 876                       |         | 842       | 1.360     | 148        |
| 1970 | 645.000     | 3.300.000   | 19,5        | 696        | 296        | 400        | 926                       |         | 589       | 1.030     | 168        |
| 1976 | 900.000     | 3.300.000   | 27,3        | 762        | 297        | 465        | 1.181                     | 44      | 821       | 1.060     | 174        |
| 1980 | 1.007.000   | 3.550.000   | 28,4        | 779        | 299        | 480        | 1.292                     | 77      | 817       | 1.010     | 182        |
| 1990 | 1.082.944   | 3.800.000   | 28,5        | 927        | 342        | 585        | 1.168                     | 102     | 756       | 996       | 211        |
| 1999 | 1.798.000   | 5.215.000   | 34,5        | 888        | 382        | 506        | 2.024                     | 114     | 693       | 705       | 222        |
| 2000 | 1.832.000   | 5.315.000   | 34,5        | 881        | 387        | 494        | 2.079                     | 142     | 619       | 733       | 222        |
| 2001 | 1.847.000   | 5.360.000   | 34,5        | 886        | 385        | 501        | 2.084                     | 147     | 613       | 738       | 222        |
| 2002 | 1.420.395   | 4.147.680   | 34,2        | 862        | 377        | 485        | 1.647                     | 129     | 606       | 734       | 222        |
| 2003 | 1.693.690   | 5.043.085   | 33,6        | 804        | 359        | 445        | 2.106                     | 105     | 551       | 667       | 223        |
| 2004 | 1.363.657   | 5.043.085   | 27,0        | 811        | 363        | 448        | 1.681                     | 96      | 510       | 668       | 223        |
| 2010 | 1.931.000   | 5.679.000   | 34,0        | 825        | 376        | 449        | 2.340                     | 112     | 572       | 571       | 217        |
| 2014 | 2.086.000   | 6.016.000   | 34,7        | 841        | 389        | 452        | 2.480                     | 128     | 548       | 552       | 226        |
| 2017 | 2.091.237   | 6.602.490   | 31,7        | 791        | 376        | 415        | 2.643                     | 129     | 508       | 490       | 225        |
| 2020 | 2.061.600   | 6.530.000   | 31,6        | 780        | 368        | 412        | 2.643                     | 157     | 508       | 471       | 226        |
| 2022 | 2.111.364   | 6.687.634   | 31,6        | 746        | 362        | 384        | 2.830                     | 147     | 489       | 439       | 226        |